# Clinocera nudimana
Clinocera nudimana är en tvåvingeart som beskrevs av Vaillant 1973. Clinocera nudimana ingår i släktet Clinocera och familjen dansflugor. Inga underarter finns listade i Catalogue of Life.